# Bade Bacheli
Bade Bacheli è una suddivisione dell'India, classificata come nagar panchayat, di 20.407 abitanti, situata nel distretto di Dantewada, nello stato federato del Chhattisgarh. In base al numero di abitanti la città rientra nella classe III (da 20.000 a 49.999 persone).

## Geografia fisica
La città è situata a 18° 42' 15 N e 81° 12' 34 E.

## Società

### Evoluzione demografica
Al censimento del 2001 la popolazione di Bade Bacheli assommava a 20.407 persone, delle quali 10.792 maschi e 9.615 femmine. I bambini di età inferiore o uguale ai sei anni assommavano a 2.585, dei quali 1.332 maschi e 1.253 femmine. Infine, coloro che erano in grado di saper almeno leggere e scrivere erano 13.348, dei quali 7.947 maschi e 5.401 femmine.